# Уикс, Даллон
Даллон Джеймс Уикс (англ. Dallon James Weekes; род. 4 мая 1981, Солт-Лейк-Сити) — американский музыкант, певец и автор песен, супермодель, основатель, вокалист и бас-гитарист группы I DONT KNOW HOW BUT THEY FOUND ME . Более известен как бывший участник Panic! At the Disco, с 2009 по 2017 год Уикс являлся бас-гитаристом, бэк-вокалистом и автором песен. Также был вокалистом, бас-гитаристом и автором песен для своей независимой группы The Brobecks.
Уикс родился в маленьком городке на юге Миссури, недалеко от общины амманитов. Он второй из четырёх детей, и был воспитан в Мормонской семье в Клирфилде, Юта, куда родители переехали вскоре после его рождения. Уикс учился в Средней школе Клирфилда, где он встретил большинство своих коллег по группе The Brobecks. После окончания школы с отличием в 1999 году, Уикс отслужил на полной ставке мормонским миссионером в Оклахоме в течение двух лет. После возвращения домой он учился в Университете Вебера, большое количество времени он проводил за занятием музыкой.

## Музыкальная карьера

### The Brobecks
Для Уикса группа была не больше, чем простое увлечение, когда он вернулся в Юту после двухгодичного пребывания в Оклахоме. Название группа получила от друга по школе. Оригинальный состав группы состоит из Даллона Уикса и двух его друзей по старшей школе и колледжу: Скотта Джонса и Мэтта Гласса. Через несколько лет записи подвальных демоверсий, гастролей и смен состава, группе был предложен контракт от Drive-Thru Records. Уиксу дважды поступали предложения от Sony BMG и ещё одного независимого инди-лейбла начать сольную карьеру, только если он оставит свою группу. Уикс отклонил оба предложения, позже сообщив, что никогда не собирался бросать своих коллег по группе.
После нескольких месяцев написания песен Глассом, Майк Гросс и Брайан Шимански — тоже их старые друзья — присоединились к группе, в качестве гитариста и пианиста. В таком составе они были вплоть до 2003 года, когда Джонс покинул группу и был заменён на Кейси Дюрранса.
В таком составе группа записала их первый демо-альбом . Альбом был ещё не закончен, но они уже давали концерты. Их живые выступления быстро привлекли толпу поклонников и концертные площадки были заполнены.
После нескольких месяцев концертов Дюрранс покинул группу. В это же время увидела свет их вторая работа — «Happiest Nuclear Winter». После релиза второго альбома, The Brobecks начали тур, который продолжался 2 года, пока Мэтт Гласс и Брайан Шимански не покинули группу, чтобы продолжить обучение.
Немногим позже, в 2008 году, The Brobecks получили награду City Weekly’s в номинации Инди-поп группа года, повторяя свой прошлогодний успех. В 2008 году, сингл «Second Boys Will Be First Choice» был включён в постоянную ротацию на радио X96 (KXRK) в Солт-Лейк-Сити, что никогда не происходило с нераскрученными группами в течение 20 лет. Песня немедленно появилась в списках Топ 10 на многих радиостанциях. За 2 дня она стала песней № 1 в ежедневном списке Топ-10 и оставалась там в течение 13 дней.
У Уикса появилось ощущение, что он закончил свою миссию в Солт-Лейк-Сити, и он решил переехать в южную Калифорнию. Так как не всем было удобно переезжать, состав вновь поменялся. Появились новые музыканты: Джош Реаулт (до этого выступавший в The Dear Hunter) и Коннор Дойл (The Junior Varsity/ Crown
Atlantic). В мае 2009 года был выпущен альбом Violent Things. Который
продюсировал Кейси Кресензо из группы The Dear Hunter. Перед релизом
самого альбома песни «Love at First Sight’» и «Second Boys Will Be First Choice» появились на радио X96 в списке 10 лучших песен дня. Песня «Second Boys» поднялась на первое место и оставалась там несколько недель. Несмотря ни на что группа остаётся независимой и необременённой контрактами.

### Panic! At the Disco
В 2009 Уикс был нанят в состав группы Panic! At the Disco, в качестве бас-гитариста и бэк-вокалиста на временной, гастрольной основе. Его «гастрольный» статус изменился в середине 2010, когда группа была на гастролях в Китае. Именно тогда Брендон Ури и Спенсер Смит попросили его присоединиться к коллективу на длительный срок. Однако его статус в группе остался неизвестным, пока Уикс не подтвердил в середине 2012 своё участие в группе как полноправный участник Panic! At the Disco, написав об этом в Твиттере. Начиная с последнего гастрольного тура, Ури, Смит и Уикс были в студии записи и готовились к четвертому альбому. 15 июля 2013 об альбоме объявили как Too Weird to Live, Too Rare to Die!, с запланированной датой выпуска 8 октября 2013. Даллон Уикс упорно работал над этим альбомом, под влиянием и помощью в написании некоторых песен Брендона Ури. Все права на написанный бонус трек «All the Boys» Ури отдал Уиксу. Первый сингл, «Miss Jackson», был выпущен 15 июля 2013 вместе с клипом, чтобы продвинуть альбом. Panic! At the Disco гастролировали по США и Европе в поддержку нового альбома, и открывали для Fall Out Boy Save Rock And Roll Arena Tour. Также они исполняли песню «Miss Jackson» на конкурсе Мисс Вселенная 2013 в Москве. В январе/феврале 2014 проходило их турне по США, а также гастроли в Мексику и Австралию.
Во время продвижения пятого студийного альбома группы «Death of the Bachelor», пошли слухи, что статус Уикса снова изменился на статус гастрольного участника. В октябре 2015 года Уикс подтвердил свой отход от официального состава группы через Twitter, заявив, что он «больше не способствует творчеству».
27 декабря 2017 года Даллон Уикс объявил об уходе из группы, оставив сообщение в своем Instagram: «Последние 8 лет у меня была невероятная возможность выступать в составе Panic! At the Disco. С грустью сообщаю, что мое время с Panic! At the Disco подошло к концу, я продолжаю делать музыку с моим новым проектом I Don’t Know How but They Found Me. Я благодарен за шанс быть частью Panic! At the Disco почти целое десятилетие. Я всегда буду находиться в долгу перед теми, кто заставлял меня чувствовать себя желанным участником P!ATD. Вы изменили мою жизнь. Спасибо вам всем.»

### I Don’t Know How But They Found Me
В 2016 году Даллон Уикс и Райан Симан, бывший барабанщик группы Falling In Reverse, основали группу I Don't Know How But They Found Me (сокращенно — iDKHOW). Их дебютное выступление состоялось 6 декабря 2016 года на двухлетней годовщине Emo Nite show в The Echo and Echoplex. Довольно долгое время выступления I Don’t Know How But They Found Me проходили без анонсов, а Даллон Уикс всячески отрицал свою причастность к группе. Официально проект был запущен только в начале июля 2017 года, после основания официального аккаунта Idkhow в Instagram.
Название I Don’t Know How But They Found Me является фразой из культового классического фильма 80-х Назад в будущее. Группа имеет концепцию путешествия во времени. Даллон и Райан предстают как группа из начала 1980-х, принявшая участие в телевизионном шоу талантов. Однако, их видео и песни пропали без вести на последующие 30 лет, и были обнаружены только сейчас.
18 августа 2017 года группа выпускает дебютный сингл Modern Day Cain и видеоклип на эту песню. Сингл был хорошо принят публикой, на следующий день Modern Day Cain заняла высокие позиции в топах ITunes. В видеоклипе группа выступает в качестве музыкального гостя на Superstar Showcase.
26 октября 2017 года выходит в свет второй сингл Choke. Так же было выпущено лирик-видео, которое на данный момент достигло двух миллионов просмотров на YouTube. 11 января 2019 года был выпущен клип на YouTube.
14 марта 2018 года вышел на свет и третий сингл — Nobody Likes The Opening Band. Вместе с ним вышел клип на YouTube. Песня полюбилась публике.
26 октября 2018 года вышло новое лирическое видео — «Bleed Magic». Видео набрало почти 1,5 млн просмотров.
9 ноября в свет вышел мини-альбом 1981 Extended Play и пятое лирическое видео — «Social Climb».
Оно набрало почти 800 тыс. просмотров.
15 ноября группа выпускает рождественский мини-альбом Christmas Drag.
23 октября 2020 года выпущен дебютный альбом группы под названием «RAZZMATAZZ»
На данный момент группа ведет концертную деятельность в Америке.

## Личная жизнь
18 марта 2006 года Даллон Уикс женился на своей подруге Бризи Дуглас. У них есть двое детей: дочь Амели Оливия Уикс (род. 1 июня 2008 года), которая названа в честь главной героини французского фильма Амели, и Нокс Оливер Уикс (род. 23 июня 2010 года), названный в честь героя фильма Общество Мертвых поэтов Нокса Оверстрита. Семья проживает в Южной Калифорнии.

## Дискография

### The Brobecks
- Understanding The Brobecks (2003)
- Happiest Nuclear Winter (2004)
- Goodnight and Have a Pleasant Tomorrow (2006)
- Small Cuts EP (2007)
- I Will, Tonight EP (2008)
- Violent Things (2009)
- Your Mother Should Know EP #1 (2010)
- Quiet Title EP (2012)

### Panic! At the Disco
- Vices & Virtues (2011) (концептуальное оформление)
- iTunes Live (2011)
- Too Weird to Live, Too Rare to Die! (2013)
- Nicotine EP (2014)
- All My Friends We’re Glorious: Death of a Bachelor Tour Live (2017)

### I Don’t Know How But They Found Me
- «Modern Day Cain» (18.08.2017)
- «Choke» (26.10.2017)
- «Nobody Likes The Opening Band» (14.03.2018)
- «Do It All The Time» (24.08.2018)
- «1981 Extended Play» EP (2018)
- «Christmas Drag» (2019)
- «Leave Me Alone» (2020)
- «RAZZMATAZZ» (2020)
- «GLOOM DIVISION» (2024)

### Соло
- «Skid Row (Downtown)» (совместно с Брендоном Ури и Йеном Кроуфордом) (2010)
- «Sickly Sweet Holidays» (совместно с Тайлером Джозефом) (2014)
- «Iggy Pop» (2015; Hot IQ’s cover)
- «Teenage FBI» (2015; Guided by Voices cover)
- «Mean Ol' Moon» (2016; Seth MacFarlane cover)
- «Please Don’t Jump (It’s Christmas)» (2016)